# Csíkpoloska
A csíkpoloska (Ilyochoris cimicoides) a rovarok (Insecta) osztályának a félfedelesszárnyúak (Hemiptera) rendjébe, ezen belül a poloskák (Heteroptera) alrendjébe és a Naucoridae családjába tartozó faj.

## Megjelenése
A csíkpoloska mintegy 1,5 centiméter hosszú. A csíkbogárfélékhez (Dytisciadae) hasonló testalkatú. Teste erősen lapított, a magasságánál sokkal szélesebb. Az állat színe zöldes vagy sárgásbarna, a feje, az előháta és a lábak világosbarnák. Elülső lábai tőrszerűvé alakultak, ezekkel ragadja meg zsákmányállatait. Kitűnő úszó. Levegővételkor hátát a víz felszíne fölé emeli. A felvett levegőbuborékkal hosszú ideig képes lélegezni a víz alatt. Középső lábai úszószőrökkel sűrűn borítottak.

## Életmódja
A csíkpoloska tavacskák, dús növényzetű kisebb álló- és lassan folyó vizek lakója.